# Prince Regent Nature Reserve
A Prince Regent Nature Reserve védett terület Nyugat-Ausztráliában, Kimberley régióban. A területet 1978-ban jelölték az UNESCO Világ Bioszféra-rezervátum (World Biosphere Reserve) címre.

## Jellemzése
A rezervátumot 1964-ben hozták létre és 633 825 hektárnyi területet foglal magába a Prince Regent folyó vízgyűjtő területén. A terület északi részein határos a Mitchell River Nemzeti Parkkal, amely így együtt egy több mint 750 ezer hektáros természetvédelmi területet alkot. A természetvédelmi terület buja esőerdőket és homokkőfennsíkokat foglal magába. 
A területen völgyek, szorosok, vízesések, sziklák és hegyvidékek találhatóak.
A terület eredeti tulajdonosai a warora népcsoport tagjai voltak.

## Vadvilág
Több, mint a fele Kimberley régió emlős- és madárvilágának a természetvédelmi terület határain belül lelhető csak fel. Ez a hely az otthona a monjonnak (Petrogale burbidgei) és az arany bandikutnak, melyek a sebezhető fajok listáján is szerepelnek. A terület a Prince Regent and Mitchell River Important Bird Area madárvédelmi körzet részét képezi, mivel az itt élő számtalan madárfajnak ez nyújt trópusi szavanna élőhelyet. A területet a BirdLife International jelölte ki a madárrezervátum számára.

## Megközelítése
A vidék egyike Ausztrália azon távoli vadonjainak, ahol nincs kiépített úthálózat. A területet elsősorban csónakkal, repülőgéppel, vagy helikopter segítségével lehet megközelíteni, ezért tulajdonképpen megmaradt az érintetlen táj szépsége. A természetvédelmi területre való belépés előtt engedélyt kell szerezni és a Department of Conservation and Land Management-nek is jóvá kell hagynia a látogatást.

## Fordítás
Ez a szócikk részben vagy egészben  a   Prince Regent Nature Reserve című angol Wikipédia-szócikk ezen változatának fordításán alapul.  Az eredeti cikk szerkesztőit annak laptörténete sorolja fel. Ez a jelzés csupán a megfogalmazás eredetét és a szerzői jogokat jelzi, nem szolgál a cikkben szereplő információk forrásmegjelöléseként.